# مجموعه ورزشی المپیک شاگان
مجموعه ورزشی المپیک شاگان (به لاتین: Shagan Olympic Sport Complex Stadium) یک ورزشگاه در جمهوری آذربایجان است که در باکو واقع شده‌است.